# 체즈어
체즈어(Tsez, 체즈어: цезйас мец) 또는 디도어(Dido)는 다게스탄 남서부의 산악지대인 춘타 지역의 디도인(체즈인)들이 사용하는 북동캅카스어족 계통의 언어이다. 인근 소수민족 언어들과 함께 체즈어파를 이루며 특히 히누흐어나 흐와르시어는 체즈어의 방언으로도 여겨진다. 화자 수는 약 18,000명이나 문어로 쓰이는 경우는 드물고 현지 디도인들은 공적인 상황에서 러시아어나 아바르어를 많이 사용한다.

## 같이 보기
- 디도인